# Кэмпбелл, Джон Вуд
Джон Вуд Кэ́мпбелл-младший (англ. John Wood Campbell, Jr.; 8 июня 1910 года, Ньюарк, Нью-Джерси, США — 11 июля 1971 года, Маунтинсайд, Нью-Джерси, США) — американский писатель и редактор, во многом способствовавший становлению «Золотого века научной фантастики».

## Биография
Джон Кэмпбелл родился 8 июня 1910 года в Ньюарке (штат Нью-Джерси). Начал писать фантастику ещё будучи студентом Массачусетского технологического института и Дюкского университета. Получил диплом физика в 1932 году, и к тому времени был уже одним из самых известных американских фантастов. Дебютировав в журнале «Amazing Stories» в январе 1930 года рассказом «Когда не выдерживают атомы» («When the Atoms Failed»), уже в июне публикует повесть «Предпочитаю пиратство» («Piracy Preferred»), а осенью — небольшой роман «Прохождение Чёрной Звезды» («The Black Star Passes»). Эти и следующие его произведения принимаются читателями «на ура». Он продолжает писать, однако к 1934 году начинает тяготиться примитивностью приёмов и тем тогдашней научной фантастики и под псевдонимом Дон А. Стюарт начинает публиковать в «Astounding» рассказы, в которых отрабатывает тот или иной «прорыв» фантастики в новые стилистические и тематические сферы — «Сумерки» («Twilight»), «Машина» («The Machine»), «Ночь» («Night»), «Захватчики» («The Invaders») и другие. Его писательская карьера практически завершается публикацией повести «Кто идёт?» («Who Goes There?», 1938), которая до сих пор считается одним из лучших НФ-триллеров и была трижды экранизирована — фильмы «Нечто из иного мира» Кристиана Ниби («The Thing From Another World», 1951), «Нечто» Джона Карпентера («The Thing», 1982) и «Нечто» Маттис ван Хейниген («The Thing», 2011).
В сентябре 1937 года кресло редактора «Astounding» покидает Ф. Орлин Тримейн и эту работу предлагают Кэмпбеллу, который немедленно соглашается и начинает проводить в жизнь давно задуманную реформу фантастики. Именно в этот период он находит таких авторов, как Айзек Азимов, Роберт Э. Хайнлайн, Теодор Старджон, Альфред ван Вогт, Лестер дель Рей, а также привлекает к работе перспективных «старичков» — Генри Каттнера и Кэтрин Мур, Л. Спрэга де Кампа, Клиффорда Саймака, Джека Уильямсона и других. Всё это позволяет ему сделать «Astounding» лучшим журналом фантастики 1940-х годов. Позже он также создаёт журнал фэнтези «Unknown» (1939—1943).
В начале 1950-х лидерство Кэмпбелла было поколеблено появлением новых журналов фантастики, ориентированных более на литературность, нежели на концептуальность — «Galaxy», «Magazine of Fantasy and Science Fiction», «If» и других. Вплоть до своей кончины в 1971 году Кэмпбелл оставался одним из самых авторитетных деятелей американской и мировой фантастики.
В честь Джона Кэмпбелла названы две премии — Мемориальная премия Джона В. Кэмпбелла за лучший научно-фантастический роман и Премия Джона В. Кэмпбелла лучшему новому писателю-фантасту.

## Влияние
Энциклопедия научной фантастики писала: «Больше, чем кто-либо другой, он помог сформировать современную научную фантастику». Даррелл Швейцер считает, что он «постановил, что писатели научной фантастики должны выбраться из болота pulp-литературы и начать писать разумно, для взрослых». После 1950 года новые журналы, такие как Galaxy Science Fiction и The Magazine of Fantasy & Science Fiction, пошли в других направлениях и выдвинули новых талантливых писателей, на которых он не оказал прямого влияния. Кэмпбелл часто предлагал писателям идеи для рассказов (например: «Опишите мне существо, которое думает не хуже, как человек, или лучше, чем человек, но не так, как человек»), а иногда требовал рассказы, подходящие под уже купленные им изображения для обложек.

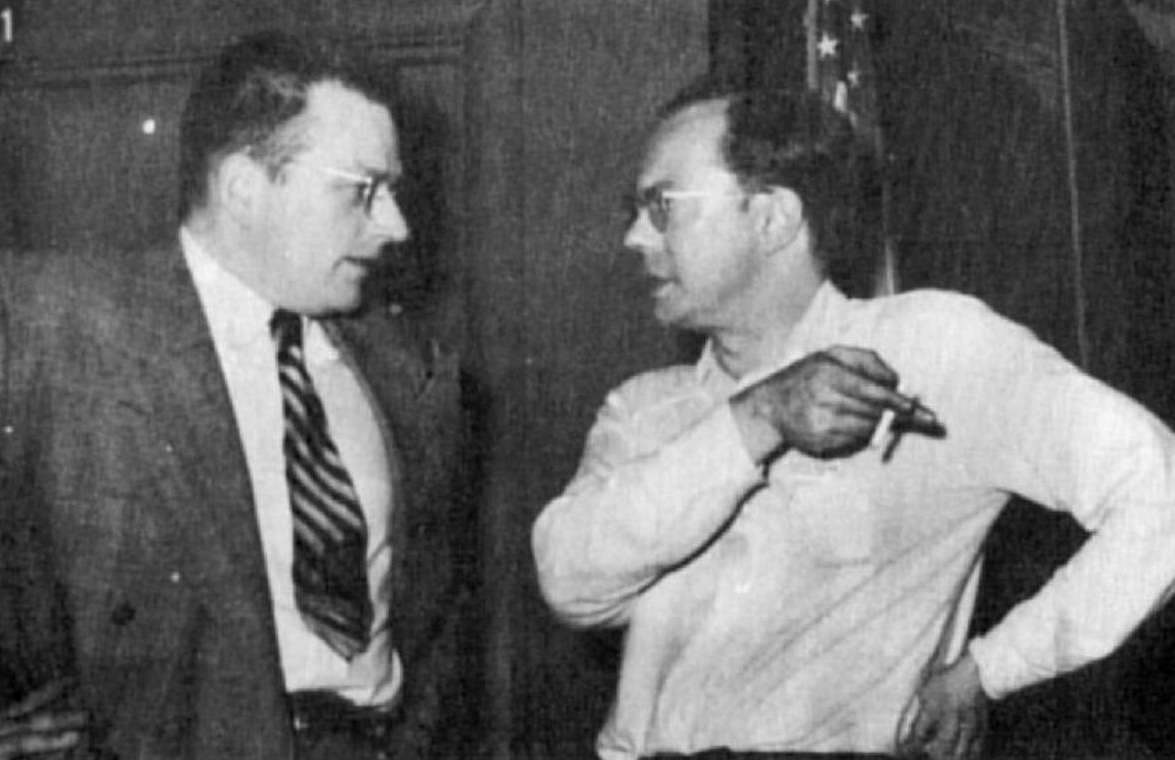
Джон Вуд Кэмпбелл и Энтони Баучер на 10-м Всемирном конвенте научной фантастики (1952)

Кэмпбелл оказал сильное влияние на Айзека Азимова и в конце концов стал его другом.
Одним из примеров спекулятивной, но правдоподобной научной фантастики, которую Кэмпбелл требовал от своих писателей, является «Крайний срок» — рассказ Клева Картмилла, появившийся в 1944 году, за год до взрыва первой атомной бомбы. Как писал Бен Бова, преемник Кэмпбелла на посту редактора Analog, в нём «описывались основные факты о том, как построить атомную бомбу. Картмилл и Кэмпбелл вместе работали над этим рассказом, черпая научную информацию из статей, опубликованных в технических журналах до войны... Для них механика создания бомбы деления урана казалась совершенно очевидной». ФБР нагрянуло в офис Кэмпбелла после того, как рассказ появился в печати, и потребовало убрать выпуск из газетных киосков. Кэмпбелл убедил их, что, изъяв журнал, «ФБР будет рекламировать всем, что такой проект существует и направлен на разработку ядерного оружия», и требование было снято.

Кэмпбелл также отвечает за мрачный финал рассказа Тома Годвина «Неумолимое уравнение». Писатель Джо Грин рассказывал, что Кэмпбелл:
три раза отправлял «Холодные уравнения» Годвину, прежде чем получил нужную версию... Годвин продолжал придумывать гениальные способы спасти девушку! Поскольку сила этого заслуженно классического рассказа заключается в том, что жизнь одной молодой женщины должна быть принесена в жертву, чтобы спасти жизни многих, он просто не оказался бы таким значимым, если бы она осталась жива.
С 11 декабря 1957 года по 13 июня 1958 года Кэмпбелл вёл еженедельную научно-фантастическую радиопрограмму «Исследуя завтра».

## Присуждённые премии
- 1968 год — Премия «Скайларк» (Skylark) за вклад в развитие фантастики
- 1971 год — Первое место повести «Who Goes There?» и рассказа «Twilight» как лучших фантастических произведений короткой формы, опубликованных до 1940 года, в голосовании читателей журнала «Analog»
- 1996 год — Посмертно внесён в списки «Зала Славы научной фантастики» (SF Hall of Fame)
- 1996 год — Премия «Ретро-Хьюго» (Retro Hugo) как лучшему редактору 1945 года
- 2001 год — Премия «Ретро-Хьюго» (Retro Hugo) как лучшему редактору 1950 года
- 2004 год — Премия «Ретро-Хьюго» (Retro Hugo) как лучшему редактору 1967 года